# Долнорейнска низина
Долнорейнската низина (на немски: Niederrheinische Bucht; на нидерландски: Nederrijnse Bocht) e обширна низина в басейна на долното течение на река Рейн, разположена на  територията на Западна Германия и Източна Нидерландия, явяваща се югозападна част на Средноевропейската равнина. На юг дълбоко се вдава в Рейнските Шистови планини, а на север постепенно преминава в древноледниковите низини на Северна Германия. Низината заема тектонско понижение, запълнено с рохкави наслаги, предимно от чакъли и пясъци, донесени от река Рейн и нейните притоци. Повърхнината ѝ е плоска, на места слабо хълмиста с надморска височина 50 – 180 m. Основна водна артерия през нея е течащата от юг на север и северозапад река Рейн със своите притоци Рур (приток на Рейн), Липе, Маас, Рур (приток на Маас) и др. Повсеместно е земеделски усвоена като се отглежда пшеница, ечемик, захарно цвекло, овощни градини. В южната ѝ част е разположен големия Рурски каменовъглен басен, на базата на който са възникнали големите германски градове Бон, Кьолн, Дюселдорф, Дуйсбург, Есен, Дортмунд и др.